# Туруханский район
Туруха́нский райо́н — административно-территориальная единица (район) и муниципальное образование (муниципальный район) в северо-западной части Красноярского края России. Относится к районам Крайнего Севера.
Административный центр района — село Туруханск (находится от г. Красноярск на расстоянии 1100 км, по Енисею — 1440 км).

## География
Туруханский район расположен в центральной части Сибири, на западе Красноярского края. Район вытянут с севера на юг и сонаправлен с руслом реки Енисей. Площадь района — 209309,18 км², что составляет приблизительно 8,84 % от общей площади Красноярского края. Кроме того, по площади Туруханский район крупнее 70 из 85 регионов России, а также большинства стран мира. Площадь района чуть больше площади нынешней Беларуси (207,6 тыс. км²).
Туруханский район граничит:
- с другими районами Красноярского края:
  - на севере — с Таймырским Долгано-Ненецким,
  - на востоке — с Эвенкийским,
  - на юге — с Енисейским;
- с районами соседней Тюменской области:
  - на юго-западе — с Нижневартовским районом Ханты-Мансийского автономного округа — Югры,
  - с районами Ямало-Ненецкого автономного округа:
    - на западе — с Красноселькупским,
    - на северо-западе — с Тазовским.

Кроме того, западная граница Туруханского района является частью границ Сибирского и Уральского федеральных округов, а также Восточно-Сибирского и Западно-Сибирского экономических районов России.
Основные реки — притоки Енисея: Подкаменная Тунгуска, Елогуй, Нижняя Тунгуска, Турухан, Курейка. Озёра: Маковское, Безымянное, Большое Советское и другие.
Полезные ископаемые
Месторождения угля, скрытокристаллического (аморфного) графита.
На северо-западе района разрабатывается Ванкорское нефтегазовое месторождение, в одном блоке с ним разведаны небольшие месторождения «Лодочное» и «Тагульское».

## История
Туруханский район с центром в селе Туруханск был образован в составе Красноярского округа Сибирского края 7 июня 1928 года в результате преобразования Туруханского края. В него вошли три туземных района: Тазовский, Хатангский и Илимпийский, а также все сельские советы и станки, которые ранее входили в районы с русским населением.
В мае 1941 года 7 сельсоветов Туруханского района были переданы в новый Ярцевский район.

## Население
| 1727    | 1795    | 1859    | 1897    | 1911    | 1929    |
| ------- | ------- | ------- | ------- | ------- | ------- |
| 1250    | ↗4878   | ↘2182   | ↗12 000 | ↘6446   | ↗21 508 |
| 1954    | 1959    | 1970    | 1979    | 1989    | 2002    |
| ↘10 717 | ↗14 105 | ↘11 284 | ↗13 766 | ↗19 257 | ↘12 439 |
| 2008    | 2009    | 2010    | 2011    | 2012    | 2013    |
| ↗20 274 | →20 274 | ↘18 708 | ↘18 615 | ↘18 325 | ↘17 876 |
| 2014    | 2015    | 2016    | 2017    | 2018    | 2019    |
| ↘17 306 | ↘16 853 | ↘16 569 | ↘16 276 | ↘15 971 | ↘15 660 |
| 2020    | 2021    |         |         |         |         |
| ↘15 500 | ↘12 808 |         |         |         |         |

Численность русского населения в старожильческом районе к началу XVIII в. достигла своего максимума, однако в XVIII в. наметилась тенденция к снижению уровня русского заселения, упадка  связей с южносибирскими районами и, в частности, сокращения привоза на Крайний Север сельскохозяйственных продуктов. Это, в свою очередь, было связано с заметным сокращением добычи пушного и морского зверя. Русские частью ушли, частью расселялись среди коренного населения, как, например, затундренные крестьяне. К концу XVIII в. побережье стало запустевать, в Туруханском уезде проживало всего 4 878 человек, в том числе 802 русских.

#### XIX век
В начале XIX в. снижение численности русского населения в Туруханском округе было приостановлено, и оно стабилизировалось. После этого правительство резко сократило расходы на нужды туруханских поселенцев, и уже с 1831 г. каждому ссыльнопоселенцу, водворяемому в Туруханский край, выдавались только сеть для ловли рыбы и пять собак для езды. Поэтому с середины 1830-х гг. снова начался отток населения из северной части  старожильческого района.
В 1860-х гг. из 192 сел, станков и зимовий населенными осталось только около 100 (более 50 из них расположены по Енисею). Села, станки и зимовья по Енисею отстоят друг от друга в основном на 20—40 км. В 1897 г. в Туруханском крае насчитывалось около 12 000 душ. 

#### XX век
В 1929 г. в Туруханском крае проживало 21 508 человек, в 1930 г. — 96 % населения неграмотно. В годы Великой Отечественной войны из Туруханского района на фронт ушли 2 280 жителей, не вернулись — 1 163. 

#### XXI век
Город Игарка до 2005 года являлся городом краевого подчинения, после был включен в состав района.
Низкая плотность населения — 0,087 чел/км² вызывает серьёзные проблемы транспортной связности района. В районе 28 населённых пунктов, в среднем они удалены от райцентра на 400 км, 7 из них расположены на притоках Енисея.

### Урбанизация
Городское население (город Игарка) составляет 27,79 % всего населения Туруханского района.

### Национальный состав
В Туруханском районе в 15 из 28 поселений проживают представители коренных народностей Крайнего Севера — кеты, селькупы и эвенки (всего 1373 человек или 11,08 % населения района). Эвенки (188 человек) проживают в абсолютно дискомфортной зоне северной части района. Кеты (866 человек из менее чем 1000 всего зарегистрированных по переписи) и селькупы (369 человек) проживают в экстремально дискомфортной зоне в центральной и южной части района. Также на территории района проживает незначительное число ненцев (несколько семей).
Также проживает 5-6 семей югов, всего их там, а также в мире около 19 человек по переписи 2002 года.
Русское население представляют в том числе и староверы, ушедшие в тайгу от советской власти в 1930-х годах. Крупнейшим старообрядческим скитом является Чулково, которoe с 1990-х годов привлекает и русских староверов из Бразилии.

## Территориальное устройство
В рамках административно-территориального устройства, Туруханский район включает 7 административно-территориальных единиц: 1 город (районного подчинения) и 6 сельсоветов.
В рамках муниципального устройства, в муниципальный район входят 7 муниципальных образований — 1 городское и 6 сельских поселений, а также 1 межселенная территория:
| №        | Муниципальное образование | Административный центр | Количество населённых пунктов | Население | Площадь, км2 |
| -------- | ------------------------- | ---------------------- | ----------------------------- | --------- | ------------ |
| 1e-06    | Городские поселения       |                        |                               |           |              |
| 1        | город Игарка              | город Игарка           | 1                             | ↘3634     | 117,52       |
| 1.000002 | Сельские поселения        |                        |                               |           |              |
| 2        | Борский сельсовет         | посёлок Бор            | 4                             | ↘2036     | 598,88       |
| 3        | Верхнеимбатский сельсовет | село Верхнеимбатск     | 2                             | ↘469      | 751,43       |
| 4        | Вороговский сельсовет     | село Ворогово          | 3                             | ↘1097     | 24,62        |
| 5        | Зотинский сельсовет       | село Зотино            | 1                             | ↘371      | 200,00       |
| 6        | Светлогорский сельсовет   | посёлок Светлогорск    | 1                             | ↘775      | 3,50         |
| 7        | Туруханский сельсовет     | село Туруханск         | 2                             | ↘3225     | 1,86         |
| 7.000003 | Межселенная территория    |                        |                               |           |              |
| 7.000004 | Межселенная территория    |                        | 20                            |           |              |

До 2005 года на территории района как административно-территориальной единицы располагались сельсоветы: Бакланихский (село Бакланиха, посёлок Черноостровск), Бахтинский (посёлок Бахта, деревня Лебедь, деревня Мирное), Верещагинский (село Верещагино), Горошихинский (посёлок Ангутиха, деревня Горошиха), Келлогский (посёлок Келлог), Костинский (деревня Костино, посёлок Сухая Тунгуска), Серковский (посёлок Мадуйка), Совреченский (посёлок Советская Речка, посёлок Янов Стан), Сургутихинский (деревня Канготово, деревня Сургутиха), Фарковский (село Фарково).
Деревня Старотуруханск до 2005 года входила, согласно одним сведениям, в состав Туруханского сельсовета как административно-территориальной единицы, согласно другим, в состав Сургутихинского сельсовета).
Все указанные населённые пункты были переданы с 2005 года в межселенную территорию.
Посёлок Черноостровск до 2005 года не выделялся в ОКАТО, однако был в 1990 году учтён в составе Бакланихинского сельсовета.
Также в 2005 году в состав района были включены Игарка в качестве городского поселения (районного города), ранее являвшаяся краевым городом, и населённые пункты, находившиеся в административном подчинении Игарки:
- рабочий посёлок Светлогорск (образовал городского поселения — административно-территориальную единицу посёлок городского типа);
- посёлок Курейка (был передан в межселенную территорию, до 2005 года образовывал Курейский сельсовет, или Курейскую сельскую администрацию города Игарки).

С 1 января 2014 года Светлогорск был преобразован в сельский населённый пункт, образован Светлогорский сельсовет как сельское поселение и административно-территориальная единица.

### Населённые пункты
В Туруханском районе 34 населённых пункта.
| №  | Населённый пункт     | Тип     | Население | Муниципальное образование        |
| -- | -------------------- | ------- | --------- | -------------------------------- |
| 1  | Алинское             | посёлок | 11        | Верхнеимбатский сельсовет        |
| 2  | Ангутиха             | посёлок | 0         | —                                |
| 3  | Бакланиха            | село    | 36        | —                                |
| 4  | Бахта                | посёлок | 220       | —                                |
| 5  | Бор                  | посёлок | ↘2496     | Борский сельсовет                |
| 6  | Верещагино           | село    | 146       | —                                |
| 7  | Верхнеимбатск        | село    | 545       | Верхнеимбатский сельсовет        |
| 8  | Ворогово             | село    | ↘856      | Вороговский сельсовет            |
| 9  | Горошиха             | деревня | 106       | —                                |
| 10 | Зотино               | село    | ↘371      | Зотинский сельсовет              |
| 11 | Игарка               | город   | ↘3559     | Городское поселение город Игарка |
| 12 | Индыгино             | посёлок | 148       | Вороговский сельсовет            |
| 13 | Канготово            | деревня | 20        | —                                |
| 14 | Келлог               | посёлок | 306       | —                                |
| 15 | Комса                | деревня | ↘0        | Борский сельсовет                |
| 16 | Костино              | деревня | 21        | —                                |
| 17 | Курейка              | посёлок | ↘78       | —                                |
| 18 | Лебедь               | деревня | 0         | —                                |
| 19 | Мадуйка              | посёлок | 45        | —                                |
| 20 | Мирное               | деревня | 0         | —                                |
| 21 | Подкаменная Тунгуска | деревня | 41        | Борский сельсовет                |
| 22 | Сандакчес            | посёлок | 375       | Вороговский сельсовет            |
| 23 | Светлогорск          | посёлок | ↘775      | Светлогорский сельсовет          |
| 24 | Селиваниха           | деревня | 101       | Туруханский сельсовет            |
| 25 | Советская Речка      | посёлок | 143       | —                                |
| 26 | Старотуруханск       | деревня | 72        | —                                |
| 27 | Сумароково           | деревня | 72        | Борский сельсовет                |
| 28 | Сургутиха            | деревня | 167       | —                                |
| 29 | Сухая Тунгуска       | посёлок | 2         | —                                |
| 30 | Татарск              | посёлок | 0         | —                                |
| 31 | Туруханск            | село    | ↘3178     | Туруханский сельсовет            |
| 32 | Фарково              | село    | ↘278      | —                                |
| 33 | Черноостровск        | посёлок | 0         | —                                |
| 34 | Янов Стан            | посёлок | 20        | —                                |

На территории района построен крупный вахтовый посёлок Ванкор.

## Местное самоуправление
Туруханский районный Совет депутатов VI созыва
Дата избрания: 13.09.2020. Срок полномочий: 5 лет
Фракции
| Фракция             | Кол-во депутатов |
| ------------------- | ---------------- |
| Единая Россия       | 12               |
| ЛДПР                | 2                |
| КПРФ                | 3                |
| Справедливая Россия | 4                |

Председатель
- Тагиров Юрий Масгутович

Глава Туруханского района
- Шереметьев Олег Игоревич. Дата избрания: 27.11.2020. Срок полномочий: 5 лет

## Экономика
Крупнейшим предприятием района является Курейская ГЭС мощностью 600 МВт и выработкой около 2,5 млрд  кВт⋅ч электроэнергии. Планируется строительство Нижне-Курейской ГЭС.
На 2009 год ведётся разработка Ванкорского месторождения, строительство газо и нефтепроводов.
На крайнем северо-западе района, в этнохозяйственном ареале совреченских эвенков сохранилось оленеводство. Общее поголовье оленей на 1 января 2002 года — 620 голов или 0,05 % от общероссийского поголовья. У других проживающих на территории района народностей — кетов и селькупов, оленеводство к настоящему времени утрачено. Отчасти это связано с появлением относительно дешёвого механического транспорта, отчасти с изменением системы промыслового использования охотничьих угодий после смены промысла белки промыслом соболя. Представители коренных народностей занимаются преимущественно промыслом соболя, рыбной ловлей и собирательством.

## Транспорт
Общая протяженность водных судоходных путей до населённых пунктов 1860 км, по боковым рекам — 1060 км. Продолжительность навигации по Енисею на территории района 4 месяца, по притокам — от 7 до 20 дней из-за мелей.
Дороги с твердым покрытием в районе отсутствуют. Сообщение между населёнными пунктами в основном вертолётом (от 9 до 12 месяцев в году) или речным транспортом (4 месяца в году). Осенью навигация по Енисею заканчивается 10 октября.
Железных дорог нет, при Сталине велось строительство трансполярной магистрали.

## Средства массовой информации
В городе выходит районная газета «Маяк Севера», являющаяся официальным органом Администрации муниципального образования «Туруханский муниципальный район». Газета издаётся с августа 1932 года, и изначально называлась «Туруханский рыбак-охотник». В конце тридцатых годов газета приобрела новое название: «Северный колхозник», выходила восемь раз в месяц, тиражом в две тысячи экземпляров. В конце 50-х годов, произошло переименование районной газеты. По сей день издание носит современное название — «Маяк Севера». У газеты имеется собственный сайт в сети Интернет.

## Культура
В 2007 году на основе быта и жизни жителей поселка Бахта снят документальный сериал «Счастливые люди».